# マナケミア2 〜おちた学園と錬金術士たち〜
『マナケミア2 〜おちた学園と錬金術士たち〜』（マナケミア2 おちたがくえんとれんきんじゅつしたち）はガストより発売された日本のコンピュータRPG。2008年5月29日にPlayStation 2用ゲームソフトとして発売され、2009年10月1日には新要素を追加したPSP用ゲームソフト『マナケミア2 〜おちた学園と錬金術士たち〜 PORTABLE+』が発売された。キャラクターデザインは前作に続き芳住和之が担当している。
アトリエシリーズの10作目（外伝的作品を除く）を意味するA10の通し番号を振られており、前作『マナケミア 〜学園の錬金術士たち〜』から十数年後のアルレビス学園が舞台となっている。前作から世界設定と基本的なゲームシステムを引き継ぎ、登場人物の一部もサブキャラクターとして登場するが、ストーリー的な連続性は薄く、独立した物語となっている。
男女2人の主人公のうち一方を選択して、卒業までの1年間の学園生活を送る。

## ストーリー
前作から十数年後。原因不明の現象により人間界におけるマナ（精霊）の個体数が大きく減少し、マナを使い魔として使役する錬金術においてはその影響を大きく受けていた。このこともあって錬金術士の養成学校であるアルレビス学園は経営難に陥り、新理事長による体制の元で大胆な経営改革を余儀なくされる。アルレビス学園の校長となっていたゼップルは、伝統ある錬金術学科がリストラの対象とされてしまうことを阻止するため、卒業生のグンナルを教頭として招聘する。
ちょうどその年、2人の男女が学園の門を叩く。過去の出来事からマナの存在に対して鬱屈とした感情を抱くロゼと、幼い頃からマナに強い憧れを抱くウルリカ。入学式当日、ウルリカが幼い頃から大事にしていた「マナの卵」を落とし、ロゼが転がってきた「卵」を踏みつけて転倒してしまったことから、2人は口論になってしまう。両者はそれぞれ部活動的な校内団体「アトリエ（錬金工房）」の異なる部室に所属し、それぞれの仲間たちと学園生活を送りつつ、互いをライバルと見なして対立したり、時には協力したりしながら、やがてマナが人間界から姿を消しつつある事情を発端とした出来事に知らずうちに関わっていく。

## システム
基本的なゲーム進行、戦闘や探索、グロウブックによる成長といった主要なゲームシステムの多くは前作を踏襲している。以下には新たに追加されたり変更された点について記述する。

### 全体の流れ
アルレビス学園が一年制の学校になったことから、ゲーム期間は卒業までの1年間に変更されている。ゲーム開始時点で主人公を2人のうちから選び、各学期の前半後半、長期休みで構成される各章のストーリーや、授業で指示される課題を進めていく。
各章で課題を終わらせた後に用意される自由時間では、前作同様にアルバイトイベントで所持金を稼いだり、仲間たちのサイドストーリーを見たりする他に、調合したアイテムを市場に流す「バザー」が行えるようになった。バザーで売却したアイテムはショップで購入することができるようになるため、調合に希少な材料を必要とするようなアイテムの個数を増やすことができる。
一方の主人公の物語をクリアすると、所持アイテムやグロウブックなどのデータを引き継いだ状態で、最初に選択されなかった主人公の物語を開始することができる。更にそれをクリアすると、両主人公とその仲間たちが合流する最終章（エクストラシナリオ）へと進むことができる。

### 戦闘
前作と同様に、戦闘には前衛3人、控え3人までの戦闘メンバーが参加し、手番が回ってきたキャラクターの行動をメニューから選択する。細かな仕様の違いはあるものの、控えのメンバーを呼び出すことによって交代しつつの攻撃や防御（サポートアクション）を駆使する戦闘システムは、前作から引き継がれている。今作ではモンスターの属性は前作における火氷雷の3種類から地水火風光闇の6種類に倍増し、敵の弱点属性を調べて装備を選択することの重要性が増した。
アクティブコストスフィアバー
『グランファンタズム』から前作へと引き継がれていた、キャラクターの行動順序を決定するアクティブコストカードは、アクティブコストスフィアに名称変更された。各キャラクターの行動順序はカードではなくスフィア（珠）によって表されるようになり、バーの上に数珠状に配置され、全体が回転することで各キャラクターに手番が訪れる。名称とレイアウトが変更された以外には基本的に同一のシステム。
ユナイトモード
前作までのバーストモードに該当。敵の弱点属性を突いたりクリティカル攻撃を決めたりすることによってユナイトゲージを溜め、ゲージが一杯になると発動し、攻撃力が向上しサポートメンバーの待機時間が大幅に軽減するといった恩恵を得られる点は前作とほぼ同じ。今作ではユナイトモード中にインティメットストライク、インティメットガード、フィニッシュストライクと呼ばれる3種類の奥義を使うことができる。
前作では仲間が戦闘不能になるとバーストゲージが半減するペナルティが課せられていたが、今作では逆に仲間が倒れることで増加していくという仕様の差異がある。
インティメットストライク（連携攻撃）
前作のヴァリアブルストライクに替わって導入された連携攻撃。ユナイトモード中にサポート攻撃からサポート攻撃へ繋げる際、専用の操作を行うことで、サポートメンバー2人による連携攻撃（1人目が敵を空中へ跳ね飛ばし、2人目が大技で追撃をかける）で敵単体に大ダメージを与えることができる。通常のサポート攻撃と比べると威力は絶大だが、使用するとユナイトモードの残り時間を大幅に消費してしまう。
インティメットガード（連携防御）
ユナイトモード中にサポート防御を成功させた際、更にもう1人のサポートメンバーを防御に参加させることで、前衛全体に対する回復や能力上昇効果などといった効果のある強力な防御技を発動することができる。具体的な効果の内容はキャラクターによって異なる。
フィニッシュストライク（必殺技）
前作のフィニッシュバーストに該当する技。ユナイトモード中にサポート攻撃を繰り返すことでフィニッシュゲージが溜まっていき、ゲージが一杯になった時点で、前列の中から必殺技を使用するメンバーを選択することによって発動する。敵単体に甚大なダメージを与えることができるが、使用するとユナイトモードは終了してしまう。

### 探索
錬金術の調合に使用する材料を採取する採取ポイントでは、今作から新たにスロットマシンや記憶力ゲームなどのミニゲームが追加されており、ミニゲームの結果によって入手できるアイテムの内容や量が変化する。なお、調合によって得られるアイテムにはミニゲームの難易度を下げる効果を持つものも存在する。

### 調合
アイテムの調合は錬金釜を使った調合に統一され、前作にあったアタノール（反射炉）を使った調合は廃止された。
調合の際にはアトリエの仲間から一人を協力者として選ぶ必要があり、誰を選んだかによって、どのような状況でボーナスやペナルティがあるかといった調合のルールが変化する。また、同じ協力者と調合を繰り返したり、イベントによって仲間との親交が深まっていくと、更に調合のルールが変化する場合もある。

### 戦闘員養成所
PSP版にのみ登場する、グンナルが作ったダンジョン。入るたびに形が変わり、通常より強い敵が出現するが、進むほどに良いアイテムも手に入っていく。

## 登場人物

### ロゼのアトリエ
ロゼを主人公に選んだ場合のパーティキャラクターたち。ウルリカを主人公に選んだ場合はライバルチームとして登場する。なおロゼの所属するアトリエは、ゲームのメニューなどでは「ロゼのアトリエ」と表記されるものの、劇中では「リリアのアトリエ」と呼ばれる場合もある。
ロゼリュクス・マイツェン (Rozeluxe Meitzen)
声 - 小野大輔
本作の主人公の一人。愛称は「ロゼ」。戦闘技術科に所属する男子で、リリアの従者。寡黙で愛想が悪いが面倒見はよく、その性格も災いしてか、よく周囲のトラブルに巻き込まれる。武器は短剣だがルゥリッヒに渡された指輪の力が発動してからは剣（短剣に光の刃）に変わる。
両親は既に他界していて家族は祖父のみで、幼い頃から祖父に鍛えられていたため剣の腕はかなりのもの。その祖父が働けなくなってからはリリアの家に世話になっていた。錬金術に興味はなく、また幼い頃のとある出来事からマナに対して恨みにも似た複雑な感情を抱いている。入学初日に自分を転ばせておいて謝ろうともせず、またマナを溺愛するウルリカのことを「馬鹿娘」と呼んで疎んじている。
超必殺技は背中に翼を出現させて高速で飛翔しつつ、光線や光の刃による連続攻撃を見舞う「マナを根絶するモノ」。
リリアーヌ・ヴェーレンドルフ (Liliane Vehlendorf)
声 - 佐藤利奈
愛称は「リリア」。錬金術科所属の女子。ロゼが幼少の頃より従者として仕えている主人であり、ロゼからはお嬢様と呼ばれている。ロゼに対して異性としての好意を抱いており、ロゼと離れるのが嫌だったために、自分だけが入学する予定だった学園に彼を無理矢理入学させた。もっとも自分の想いを伝えることはうまくいっておらず、つい本心とは別の言動を取ってしまったり、あらぬ想像（妄想）を逞しくして的外れな態度で接してしまうなどして、その関係は空回り気味。なお、小さい頃から「ロゼリュクス」という名前を噛んでしまっていまだに言えない。
なにかと自分に突っかかってくるウルリカのことを「田舎娘」と呼び、対抗意識を持っている。また、ぷにぷにに対してフェティシズム的な執着を持っており、それが高じて騒動を起こしたりもする。
胸が小さいことは自覚しているようで指摘されると怒る。
ヴェーレンドルフ家はアルレビス学園の重要出資者のひとりで、資金力を背景にしてマルータ理事長に圧力をかける場面もある。
ウィム (Wuim)
声 - 門脇舞以
リリアの家の頭首と代々と契約しているマナの女性。普段はメイドの格好をしているが、少しドジな所がありメイドとしての能力は低め。いつも余計な一言が多いせいでリリアにお仕置きされている。
水や氷を操り武器とする能力を持ち、戦闘にはリリアと二人一組のキャラクターとして参加する。なお、リリアは指示を出しているだけで戦闘力は皆無なので、実質的に戦うのはウィム1人である。
超必殺技はウィムがマナとしての真の姿である半人半蛇の姿へと変身し、大津波や凍結による攻撃を見舞う「メタモルナーガ」。
エトワルド・ダイスラー (Etward Deisler)
声 - 大垣理香
愛称は「エト」。元気と馬鹿力が取り得な戦闘技術科の女子。「楽しそうなこと」が大好きで、面白半分で余計なことに首を突っ込んでは事態をややこしくさせてしまうようなトラブルメーカー。溺愛する弟のエナを追って学園に入学した。リリアとは幼馴染の仲で、ロゼは覚えていなかったが、幼い頃のロゼとも面識を持つ。
エトワルドと男っぽい名前なのは、約10年前に「そっちの名前の方が強そうだから」という理由で弟の名前と交換してしまったためで、元の名前はエナーシアだった。
巨大なチャクラムやフープなどを武器とし、このチャクラムは弓にも変形する。
超必殺技はチャクラムを大型の一輪車に変形させて敵を轢く「○デススパイラル☆」。
ユン (Yun)
声 - 矢薙直樹
契約者を持たない野良のマナの男性、学園内で学生・教師達から金銭で仕事を引き受けている。
リリアとは1年間の雇用契約（マナとしての契約ではない）を結びパーティに参加する。手に入れたお金の用途は仲間に明かそうとしない。炎の力を操り拳術を得意とし、ウィムやうりゅとは異なり単独のキャラクターとして戦闘に参加する。
どんな珍妙な相手に対してもクールな態度を変えることがなく、ペペロンやゴトーのことを実力者として認めている。ただし、家族や趣味といったプライベートな事柄が関わると一転して熱くなるという面もあり、「萌え」に関しては一家言あるという意外な一面もある。
超必殺技は炎のマナとしての真の姿へと変身し、徒手空拳による連続攻撃を浴びせる「アヴァターヤーマ」。
ぷによ (Puni-Yo)
声 - 宮崎羽衣
普通科に所属する幼い少女。捨て子だったところをぷにぷにに拾われ育てられたため、自分のことを人間ではなくぷにぷにだと思っており、言葉も「ぷにー」としか喋れない。また、ぷにぷにの一族は「猫より弱い」と蔑まれてはいても、非常に名誉を重んじる種族であるとされ、彼女もその一族としてのプライドが強い。
5歳なのだが頭がよく色々な知識を持っており、耳年増。BLもいけるらしい。
ぷに太郎 (ぷにたろう /Puni-Taro) / ぷに二郎 (ぷにじろう / Puni-Jiro) / ぷに三郎 (ぷにさぶろう / Puni-Saburo)
声 - 影平隆一
ぷによと共に育ったぷにぷにの兄弟たち。過去のアトリエシリーズにもたびたび登場したキャラクターでもある。
人間の言葉を話すことができないぷによの言葉を通訳することができる。また、戦闘にはぷによと共に四人一組で参加する。
ぷによが普段乗っているぷにぷにはぷに二郎。
超必殺技はぷに太郎、ぷに二郎、ぷに三郎が合体して巨大なぷにぷにとなり敵を押し潰す「キングスぷに」。

### ウルリカのアトリエ
ウルリカを主人公に選んだ場合のパーティキャラクターたち。ロゼを主人公に選んだ場合はライバルチームとして登場する。
ウルリカ・ミューベリ (Ulrika Myberg)
声 - 川澄綾子
本作の主人公の一人。錬金術科の女子。幼い頃、行き倒れの老人から「マナの卵」を託され、それが本物であることを信じ、卵を孵すために学園に入学する。
明るくさっぱりした性格だが、頭を使うことは苦手で、錬金術の勉強もあまり得意ではない。また一面的な決め付けで物事の善悪を判断して行動してしまうような短気な面があり、それが原因で無用なトラブルをもたらしたり、たまに良い結果を生んだりもする。入学初日にマナの卵を踏みつけて謝りもしなかったロゼのことを「嫌味男」、ウルリカが田舎育ちの苦学生であることをからったリリアのことを「高飛車女」と呼び、お互いに仲が悪い。
マナの卵に結びつけたストラップや鎖を武器とし、戦闘ではマナの卵から光弾を撃ち出して戦う。
うりゅ (Urxu)
声 - あきやまかおる
ウルリカの「マナの卵」から生まれたマナの赤ちゃん。可愛らしい外見でウルリカに溺愛されているが、実は大きな秘密を抱えた存在。戦闘では主に、ウルリカが一部のスキルや必殺技を使用した際の演出に登場する。
超必殺技は禍々しい姿へと変身し、ウルリカと共に攻撃を仕掛ける「マナを導くモノ」。ウルリカはうりゅが不在の際にはこの技を使用することができない。
クロエ・ハールトーク (Chloe Hartog)
声 - 後藤邑子
錬金術科の女子。オカルトが好きで、おまじないと称して怪しげな呪術に傾倒している眼鏡っ娘。シニカルな言動の毒舌家で、アトリエの男性メンバーからは黒いおねえさん、黒いお嬢ちゃんなどと呼ばれて畏怖されている。ウルリカとは幼馴染の間柄で、普段から互いの欠点を貶し合いながらも良好な関係を維持している。
武器はまじないやオカルトの本で、本から武器や怪物を呼び出して戦う。
超必殺技は巨大な悪魔を召喚し、悪魔が口から吐く光線で敵を殲滅する「ルシファーゲート」。
ペペロンチーノ (Peperoncino)
声 - 小杉十郎太
愛称は「ペペロン」。錬金術士のサポートを生業とする「妖精さん」の一族に師事する巨漢の怪力男。身も心も「かわいい妖精さん」になることを目指しているが、ゴトー以外のアトリエメンバーからは奇異の目で見られている。
実は物語の発端に深い関わりを持つ人物。「マナの卵」を託されているウルリカを密かに案じ、妖精さんとしては半人前の身でありながらもアトリエのメンバーに加わるが、半人前ゆえに失敗も多い。
ハンマーや棍棒などの鈍器類を武器に戦う。
超必殺技は巨大な岩石を敵の頭上に落とし、その上に飛び乗ってとどめを刺す「妖精マウントスラム」。
エナーシア・ダイスラー (Enarsia Deisler)
声 - 井ノ上奈々
愛称は「エナ」。普通科に所属する小柄な少年で、ウルリカのアトリエにおける唯一の常識人を自認する。趣味は機械弄りで、ハンドメイドの機械腕を武器にして戦う。
姉であるエトから逃げるために学園に入学。他人の話を聞かず何かとやりすぎてしまう姉を「馬鹿姉貴」と呼んで迷惑がっている。名前が女性っぽい理由は本人曰く、幼い頃に姉と名前を無理矢理交換させられたからとのこと。
クラスメイトのぷによとは仲が良い。
超必殺技は巨大ロボット「ガルガンチュア」を召喚してロケットパンチの猛打を浴びせる「ギアーオブガルガン」。
ゴトー (Gotou)
声 - 緒方賢一
ペペロンが助っ人として呼び込んだ、ペペロンの親友。独自の美意識を持ち、珍妙な着ぐるみで顔を隠している謎の男だが、その眼力には不思議な色気があり、なぜか（アトリエメンバー以外の）女性にもてる。女性関係には節操がないが、アトリエの女性たちには色目を使わないようにとペペロンから釘を刺されていることもあり、アトリエ内では男性として意識されず、奇人扱いされている。
ゴトーという名は偽名。本人曰く「若い頃に色々やんちゃをした」ために、犯罪者として追われる身でもある。
ボールを武器としており、ボールに自分の意識を移すという特殊能力を持つ。
超必殺技はボクシング用グローブを装着した巨大な着ぐるみに乗り換え、拳による猛打を浴びせる「プライドファイト」。

### アルレビス学園関係者

#### 教師・職員など
前作で主人公の担任を担当していたゼップルを除き、前作に登場した教職員たちは本作に登場しない。代わりに前作では生徒だったグンナルとトニが教師として登場している。
グンナル・ダム (Gunnar Damm)
声 - 堀内賢雄
マルータ理事長に対抗するためゼップル校長が招聘したアルレビス学園の新任教頭。ロゼが所属する戦闘技術科の担任としても教鞭を振るう。前作のパーティキャラクターの一人で、今作でも破天荒な言動で周囲を掻き回す。
前作におけるグンナルエンドの性格が反映されており、悪の秘密結社による世界征服の野心を常々口にする。
トニ・アイスラー (Toni Eisler)
声 - 真殿光昭
ウルリカが所属する錬金術科の担任教師。前作から引き続いての登場で、教師となった今でもグンナルを一方的にライバル視している。
妻帯者だが単身赴任中。
マルータ・シェベスティ (Marta Sebesty)
声 - 飛志津ゆかり
アルレビス学園の新理事長。破綻寸前だったアルレビス学園を再建するなど経営者としては大胆かつ有能ではあるが、学園の伝統には敬意を払わず、また生徒のことを金づるとしか見ていないような言動を繰り返す。赤字部門である錬金術科を廃止しようと画策している。
物語半ばでゴトーに恋心を抱くようになる。
ゼップル・クライバー (Seppl Kleiber)
声 - 井上和彦
前作から引き続いての登場。アルレビス学園の校長に出世したものの気が弱い性格で、マルータ理事長に頭が上がらない。マルータ理事長に対抗するためグンナルを教頭として招聘したが、グンナルにも振り回されてしまう。
ゾッカ
声 - 風間慎一
アルレビス学園の男性保健医、教師として教壇にも立つ。継ぎはぎのある白衣をまとい、風貌も口調も頼りなさそうだが、ストーリーの中で何度も力を発揮するので治療の腕は確かなようである。アルレビス学園の破天荒な教師陣の中においては、珍しく常識的な教師である。
ミランダ
アルレビス学園の女教師。教壇に立っていても気配がなく、生徒からその存在に気づかれないことが多い。目深に被ったフードで顔を隠しており、呪いや爆発物への執着を見せる。
バッシュム
アルレビス学園の男性教師。教師となって日が浅いためいつも自信がなさそうにしており、生徒から厳しく質問されたり反論されると直ぐに謝ってしまう。その様子が一部女子生徒には人気がある模様。
フランチェスカ
学生課の女性職員。ロゼが主人公の場合は課題の履修の受付を、ウルリカが主人公の場合はアルバイトの斡旋を担当する。
フランチェスコ
学生課の男性職員。ロゼが主人公の場合はアルバイトの斡旋を、ウルリカが主人公の場合は課題の履修の受付を担当する。

#### クラスメイト
学校行事やキャラクター個別のサイドストーリーなどで端役として登場する。彼らの設定は、バザーで来客として登場した際に確認することができる。
戦闘技術科生徒 / ヴォルフ、マックス、エリク、マヨリカ、ヘレン
ロゼ、エトの同級生たち。ロゼを主人公に選んだ場合は共に授業や合宿を受けることになる。担任のグンナルは、この科の生徒達を「戦闘員」と呼び、学校行事ではトニのクラスにだけは絶対負けるなと厳命している。
錬金術科生徒 / シャイナ、ディアー、ラーナ、リンド、ルイス
ウルリカ、クロエ、リリアの同級生たち。ウルリカを主人公に選んだ場合は共に授業を受けることになる。担任のトニからは、グンナルのクラスの奴にだけは絶対負けるなと言いつけられる。
普通科生徒
エナ、ぷによの同級生たち。アルレビス学園の経営再建のために、錬金術を教えない学科として設立されたクラス。

### その他の人物
ルゥリッヒ・バラハ (Rewrich Wallach)
声 - 野瀬育二
学園の周囲に出没する謎の男。ロゼに光る剣（短剣に光の刃をまとわせることができる魔法の指輪）を託す。剣の腕はかなりのものでロゼより数段上、ロゼの名前に心当たりがあるような素振りを見せるが、飄々としていて掴みどころがなく何を考えているかよくわからない。
実は、かつてロゼの祖父ユルゲンをライバル視していた剣士であり、ユルゲンの弟子であるロゼの成長に関心を寄せていることが後に明かされる。
ササリナ・シリー (Sasarina Schily)
声 - 宮永麻衣
ルゥリッヒに好意を寄せる女性。婚期が遅れることを気にしている微妙なお年頃。
ルゥリッヒに唆され、ウルリカのマナであるうりゅを付け狙う。弓の才能がありその腕前は天才的らしいが、作中では様々な不幸に見舞われ、なかなかその実力を発揮することができない。
コロナ
声 - 柴原奈津美
ユンのサイドストーリーに登場するユンの養女。マナではなく人間で、以前ユンが契約していた契約主の娘である。契約が失効した後もユンが引き取って面倒を見続けている。幼い外見からは想像がつかないほど、かなりの毒舌。
お師匠さん / プッコ
声 - 村上歌菜
ペペロンが師事していた妖精さん。べらんめえ調で喋る気難しい人物だが、口では文句を言いつつもペペロンのことを案じている。小柄で子供のような容姿だが成人であり、お酒が好き。
本名はプッコ。ただし、ゲーム本編には本名で呼ばれる場面がない。
ユルゲン
声 - 藤本譲
ロゼの祖父であり剣の師匠。かつては契約していたマナがいた。ロゼを養うことができなくなり、幼いロゼをリリアの家に預けた。
ロゼに指輪を渡したルゥリッヒのことを密かに危険視している。
ティトリ
声 - 斎藤桃子
光のマナからうりゅの監視を任されているマナの女性。融通の利かない堅物だが、やや天然気味。植物の力を操って戦う能力を持つ。
光のマナ
声 - 菊池英博
マナの王の一人。マナと人間との関わりについて、ある重大な取り決めを行おうとしている。
前作に登場した光のマナとは別のマナ。
闇のマナ
声 - 御園行洋
ウルリカにマナの卵（うりゅ）を託した老人で、その正体はマナの王の一人。光のマナとは意見を異にし、その解決のためにある賭けを持ちかける。

## 主題歌・挿入歌
オープニングテーマ「My Silly Days」
作詞 - 青木香苗 / 作曲/編曲 - 阿知波大輔 / 歌 - 真理絵
エンディングテーマ「Sail」
作詞 - 青木香苗 / 作曲/編曲 - 阿知波大輔 / 歌 - 柳麻美
エクストラシナリオ（最終章）クリア後のエンディングでのみ流れる。
挿入歌「希望告げる鐘」
作詞/作曲/編曲 - 中河健 / 合唱 - ガストスタッフ
入学式のシーンで流れる。
挿入歌「Namenloses Licht」
作詞 - 青木香苗 / 作曲/編曲 - 阿知波大輔 / 歌 - 一純悠人
エクストラシナリオ（最終章）のラストボス戦で使用されている。

## マナケミア ショートストーリー
ガストが運営するアトリエシリーズ公式ファンサイト「アトポータル」上で公開されたオンライン小説。学園にやってくる以前のメインキャラクターたちを描いた前日譚。全6話の短編作品集となっている。